# Michele Seccia
Michele Seccia (Barletta, 6 giugno 1951) è un arcivescovo cattolico italiano, dal 18 giugno 2025 arcivescovo emerito di Lecce.

## Biografia
È nato a Barletta, allora sede arcivescovile in provincia di Bari, il 6 giugno 1951.

### Formazione e ministero sacerdotale
Ha studiato nel seminario arcivescovile interdiocesano di Bisceglie e poi nel Pontificio Seminario Regionale Pugliese "Pio XI" di Molfetta, in seguito ha conseguito il baccalaureato in filosofia e teologia presso la Pontificia Università Gregoriana, la laurea in filosofia presso l'Università "La Sapienza" di Roma ed ha ottenuto la licenza in teologia morale presso l'"Alfonsianum".
Il 27 dicembre 1975 è stato ordinato diacono, mentre il 26 novembre 1977 è stato ordinato presbitero dall'arcivescovo Giuseppe Carata per l'arcidiocesi di Barletta.
Nello stesso anno è stato nominato viceparroco della parrocchia dello "Spirito Santo", di cui è stato parroco dal 1985 al 1992. Fino al 1982 è stato direttore dell'Ufficio catechistico.
Nel 1978 è stato nominato docente di teologia morale all'Istituto superiore di scienze religiose e ha insegnato religione e filosofia nei licei statali.
Dal 1979 al 1986 è stato vicario generale dell'arcidiocesi di Barletta. È poi stato scelto come vicario generale della neo unificata arcidiocesi di Trani-Barletta-Bisceglie, conservando l'incarico dal 1987 al 1997.
Nel 1994 è stato nominato arciprete della concattedrale di Barletta, promuovendo la riapertura al culto dell'edificio stesso nel 1996.

### Ministero episcopale

Stemma vescovile.

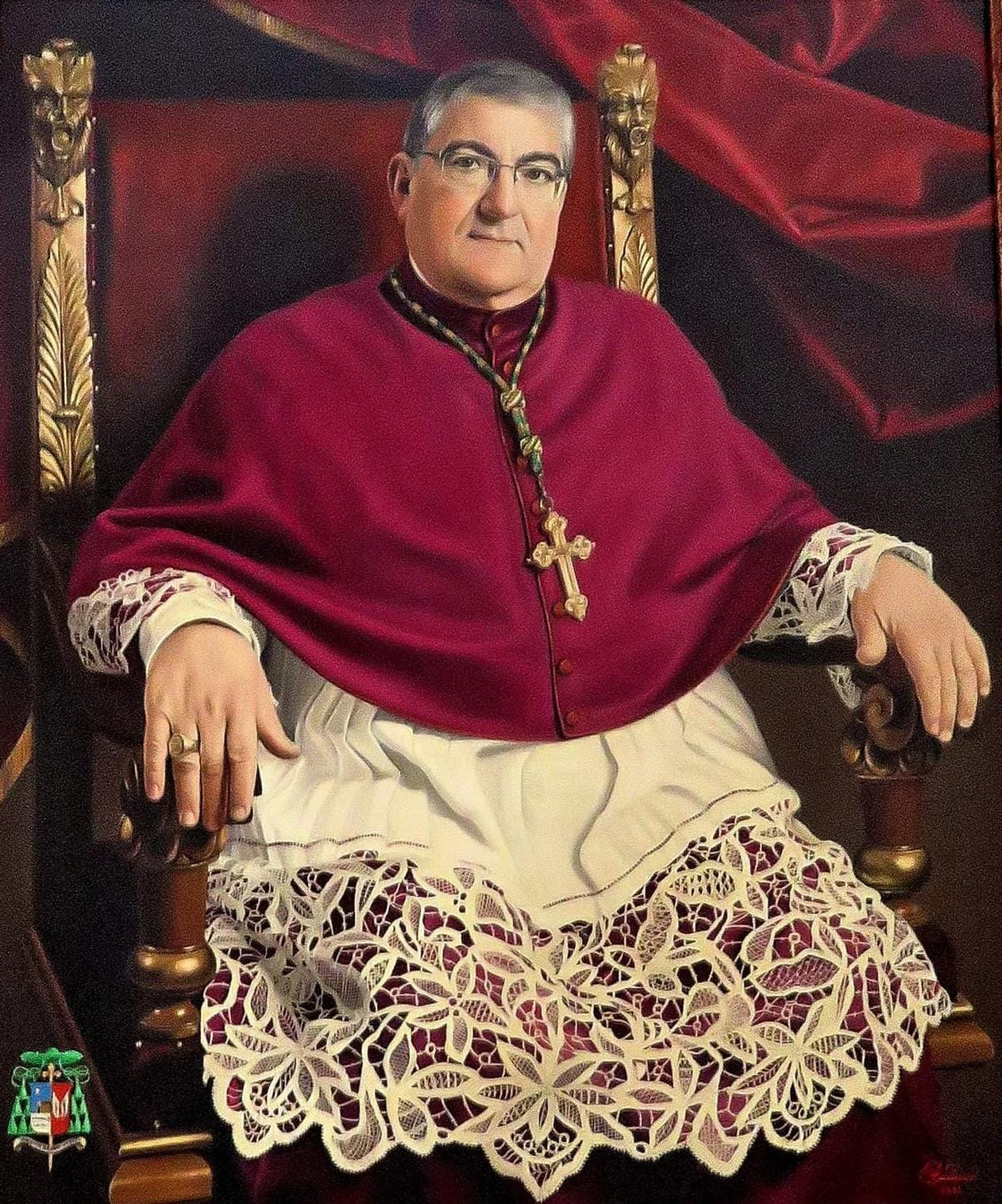
Ritratto di mons. Seccia.

#### Vescovo di San Severo
Il 20 giugno 1997 papa Giovanni Paolo II lo ha nominato, all'età di 46 anni, vescovo di San Severo; è succeduto a Silvio Cesare Bonicelli, precedentemente nominato vescovo di Parma.
L'8 settembre successivo ha ricevuto l'ordinazione episcopale, nel palazzetto dello sport di San Severo, dall'arcivescovo Francesco Colasuonno, nunzio apostolico in Italia, co-consacranti Carmelo Cassati, arcivescovo di Trani-Barletta-Bisceglie, e Giuseppe Casale, arcivescovo metropolita di Foggia-Bovino. Durante la stessa celebrazione ha preso possesso della diocesi. Durante il suo episcopato, ha anche ricoperto il ruolo di segretario della Conferenza episcopale pugliese.

#### Vescovo di Teramo-Atri
Il 24 giugno 2006 papa Benedetto XVI lo ha nominato vescovo di Teramo-Atri; è succeduto a Vincenzo D'Addario, deceduto il 1º dicembre 2005.
Ha preso possesso della diocesi l'8 settembre 2006, nel nono anniversario della sua ordinazione episcopale, e nel novembre successivo compie la sua prima visita ad limina.
Grande è stato il suo impegno dopo il terremoto del 2009 che aveva colpito anche la sua diocesi. Numerosi i suoi appelli alle istituzioni per ottenere le dovute attenzioni per aiutare i cittadini abruzzesi colpiti e per rendere di nuovo agibili i monumenti e le chiese della città danneggiati. Nel gennaio 2013 compie una seconda visita ad limina. 

#### Arcivescovo di Lecce
Il 29 settembre 2017, giorno del suo onomastico, papa Francesco lo ha nominato arcivescovo metropolita di Lecce; è succeduto a Domenico Umberto D'Ambrosio, dimessosi per raggiunti limiti di età.
Il 2 dicembre seguente ha preso possesso dell'arcidiocesi, alla presenza del cardinale Salvatore De Giorgi che gli ha consegnato il pastorale. La giornata dell'ingresso lo ha visto dapprima incontrare i poveri presso la "Casa della carità", poi salutare i giovani di Lecce in piazzetta Santa Chiara, luogo simbolo della movida del capoluogo salentino, quindi, accompagnato in corteo dagli stessi giovani, ha raggiunto il municipio in piazza Sant'Oronzo per il saluto al sindaco della città, al presidente della provincia e a tutte le autorità locali. Subito dopo l'incontro con il clero diocesano e religioso nella chiesa di Sant'Irene, la solenne processione verso piazza Duomo lo ha introdotto nella cattedrale per la solenne concelebrazione eucaristica di presa possesso dell'arcidiocesi salendo sull'antica cattedra lupiense.
L'11 giugno 2018 è stato eletto vicepresidente della Conferenza episcopale pugliese.
Il 29 giugno 2018, nella solennità dei Santi Pietro e Paolo, in piazza San Pietro, ha ricevuto dalle mani di papa Francesco il pallio, simbolo della comunione tra i metropoliti e la Santa Sede. L'8 settembre successivo, nel 21º anniversario della sua ordinazione episcopale, alla presenza degli arcivescovi e vescovi della provincia ecclesiastica salentina, nella cattedrale di Lecce, il nunzio apostolico in Italia Emil Paul Tscherrig gli ha imposto il pallio.
Durante la pandemia di COVID-19 in Italia, nel periodo di lockdown, ha celebrato ogni giorno la Messa nella cappella del seminario arcivescovile in piazza Duomo in diretta sulle tv locali consentendo a tutti i cittadini dell'arcidiocesi e della provincia di Lecce di partecipare con lui alla messa giornaliera comprese le solenni celebrazioni della Settimana Santa e di Pasqua. Nel periodo di quarantena ha deciso, in via del tutto straordinaria, di traslare dal museo diocesano nella cattedrale l'antico busto argenteo di Sant'Oronzo, patrono principale della città di Lecce, considerato miracoloso in quanto si crede che protesse il territorio salentino dalla peste nel XVII secolo, che è stato intronizzato sull'altare principale del santo a protezione della città dalla pandemia.
L'8 settembre 2022 festeggia i venticinque anni di episcopato con una celebrazione eucaristica presso il duomo di Lecce, a cui prende parte Leonardo D'Ascenzo, arcivescovo di Trani-Barletta-Bisceglie, e Sergio Pellegrini, vicario generale della stessa arcidiocesi. Vi prende parte anche un gruppo di fedeli, presbiteri e laici, provenienti da Barletta. Inoltre, nell'aprile 2024, compie la sua terza visita ad limina.
Nell'ambito della Conferenza Episcopale Italiana è stato membro della Commissione episcopale per l'educazione cattolica, la scuola e l'università.
A febbraio 2022 ha annunciato la visita pastorale all'arcidiocesi, che ha iniziato ufficialmente nel novembre successivo.
Nel 2024, a seguito dell'avanzare dell'età e riscontrando una certa difficoltà nella guida dell'arcidiocesi salentina ha richiesto al papa l'affiancamento di un arcivescovo coadiutore. Il 28 agosto 2024 ha annunciato che papa Francesco ha nominato Angelo Raffaele Panzetta, fino a quel momento arcivescovo di Crotone-Santa Severina, arcivescovo coadiutore di Lecce.
Il 18 giugno 2025 papa Leone XIV ha accolto la sua rinuncia al governo pastorale dell'arcidiocesi di Lecce; gli è succeduto l'arcivescovo coadiutore Angelo Raffaele Panzetta.

## Genealogia episcopale
La genealogia episcopale è:
- Cardinale Scipione Rebiba
- Cardinale Giulio Antonio Santori
- Cardinale Girolamo Bernerio, O.P.
- Arcivescovo Galeazzo Sanvitale
- Cardinale Ludovico Ludovisi
- Cardinale Luigi Caetani
- Cardinale Ulderico Carpegna
- Cardinale Paluzzo Paluzzi Altieri degli Albertoni
- Papa Benedetto XIII
- Papa Benedetto XIV
- Papa Clemente XIII
- Cardinale Marcantonio Colonna
- Cardinale Giacinto Sigismondo Gerdil, B.
- Cardinale Giulio Maria della Somaglia
- Cardinale Carlo Odescalchi, S.I.
- Cardinale Costantino Patrizi Naro
- Cardinale Lucido Maria Parocchi
- Papa Pio X
- Papa Benedetto XV
- Papa Pio XII
- Cardinale Carlo Confalonieri
- Cardinale Corrado Ursi
- Cardinale Francesco Colasuonno
- Arcivescovo Michele Seccia

## Araldica
| Stemma | Blasonatura | Descrizione |
| ------ | --- | --- |
|        | Partito: nel 1º d'azzurro alla casa d'oro col tetto di rosso in prospettiva, uscente dal fianco destro e movente dal mare d'argento; alla stella d'oro (8) al cantone destro del capo. Nel 2º di rosso alle ali spiegate d'argento. | Nello stemma sono presenti: - una stella, che raffigura Maria; - una casa e il mare, che indicano la città natale dell'arcivescovo, Barletta, posta sul mare Adriatico; - due ali, che rappresentano gli angeli. |